# Mai 2018
Acest articol este generat integral pe baza informațiilor din articolul 2018 și este actualizat periodic de un robot.
 Editările făcute în articol vor fi șterse la următoarea actualizare! Dacă doriți să faceți modificări, editați articolul-sursă.

ianuarie -
februarie -
martie -
aprilie -
mai -
iunie -
iulie -
august -
septembrie -
octombrie -
noiembrie -
decembrie
Mai 2018 a fost a cincea lună a anului și a început într-o zi de marți.

## Evenimente

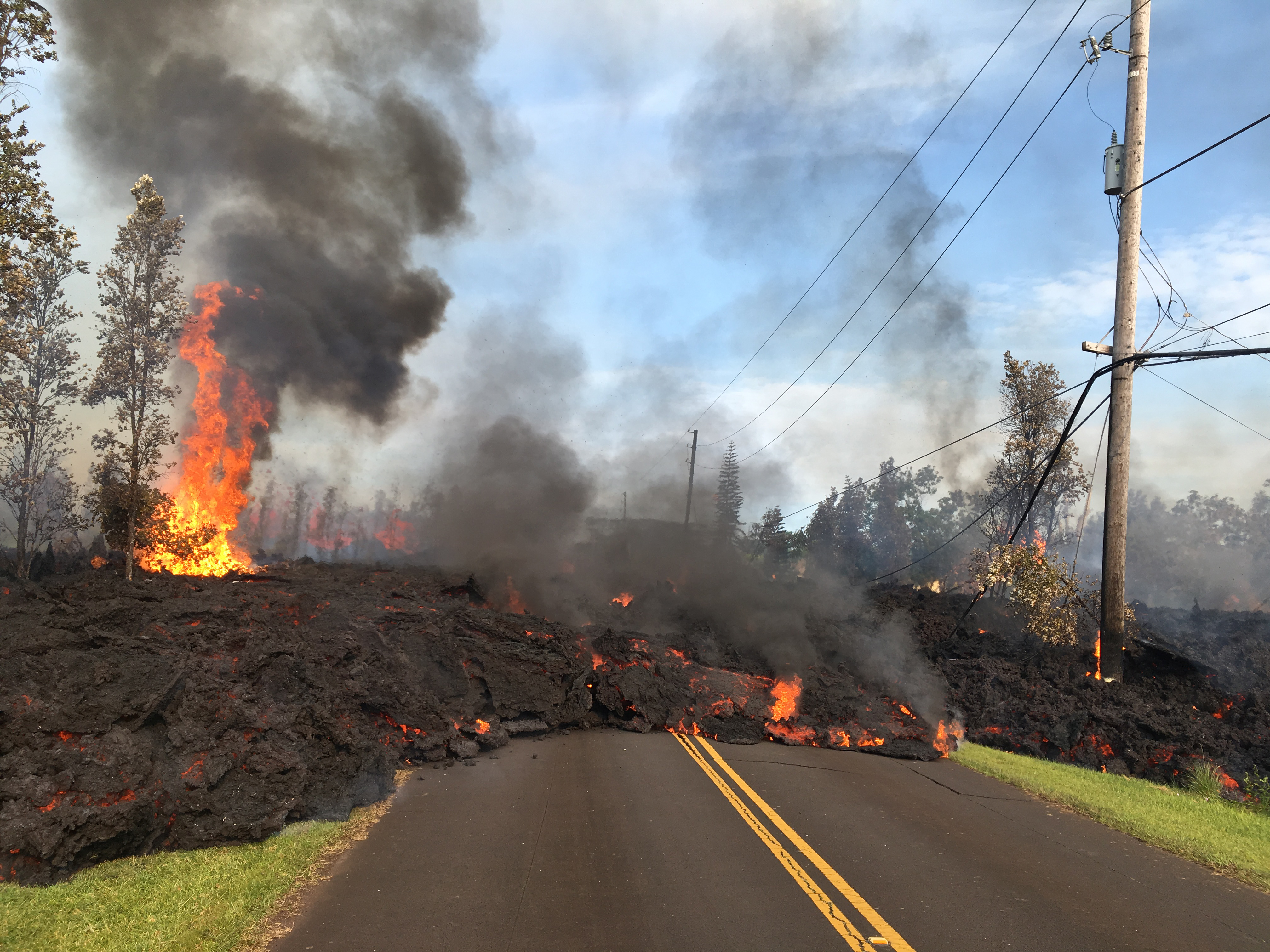
3 mai: Oraș "inundat" de râuri de lavă după erupția unui vulcan in Hawaii.

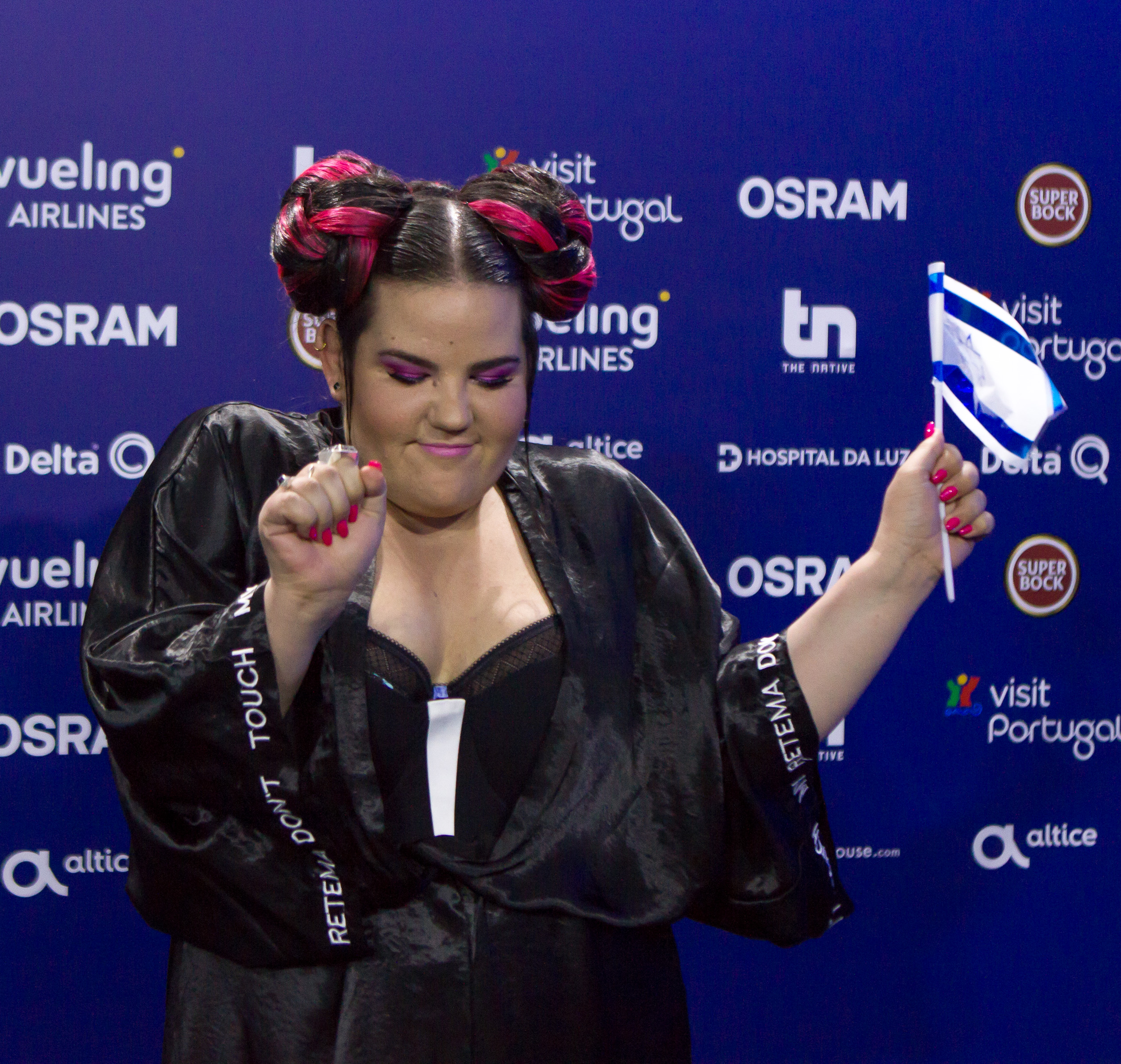
12 mai: Netta Barzilai este câștigătoarea concursului Eurovision 2018.

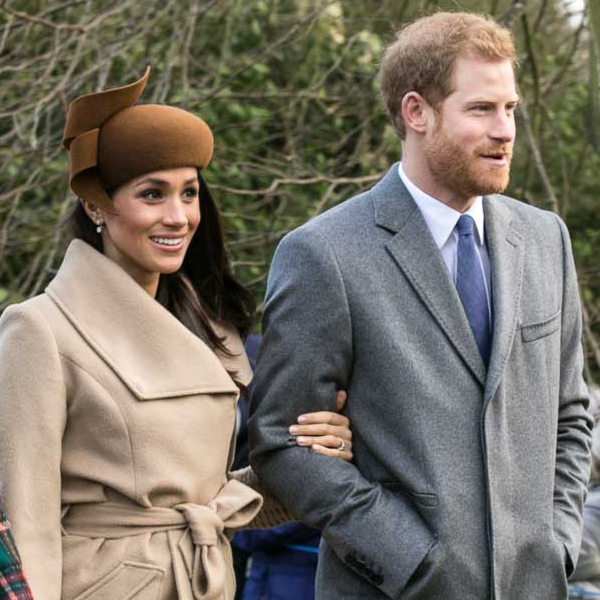
19 mai: Căsătoria Prințului Harry cu actrița americană, Meghan Markle.

- 2 mai: Grupul separatist ETA anunță oficial dizolvarea finală după 40 de ani de conflict și peste 800 de decese în Spania.
- 3 mai: Erupția de la Puna cauzează distrugerea structurilor și forțează mulți cetățeni din Hawaii să evacueze insula în urma inundațiilor cu lavă.
- 4 mai: Academia Suedeză a anunțat că Premiul Nobel pentru Literatură nu va fi acordat în 2018, în urma unui scandal de hărțuire sexuală care îl vizează pe soțul uneia dintre membrele academiei. Laureatul Premiului Nobel pentru Literatură din 2018 va fi desemnat și anunțat în același timp cu laureatul din 2019.[1]
- 5 mai: Sonda InSight a NASA este lansată. Este de așteptat să aterizeze pe Marte în noiembrie .
- 7 mai: Vladimir Putin a depus jurământul pentru cel de-al patrulea mandat ca președinte al Rusiei, care va dura până în 2024.[2]
- 8 mai: Cea de-a 71-a ediție a Festivalului de Film de la Cannes se deschide cu filmul Todos lo saben ("Toată lumea știe") a regizorului iranian Asghar Farhadi.
- 8 mai: Donald Trump anunță că va retrage Statele Unite din acordul nuclear cu Iranul.[3] Acesta conține norme menite să prevină construirea de arme nucleare de către Iran. Liderii Franței, Germaniei și Regatului Unit au semnat o declarație comună în care arată că statele lor rămân angajate în acordul nuclear semnat în 2015.[4] Rusia se declară "profund dezamăgită" de decizia președintelui american.[5]
- 9 mai: Mahathir Mohamad a câștigat alegerile și a devenit prim-ministrul Malaeziei. Înainte de asta, a fost prim-ministru între 1981 și 2003.
- 12 mai: Ediția Eurovision 2018 este câștigată de cântăreața israeliană Netta Barzilai cu piesă nonconformistă "Toy".
- 14 mai: Statele Unite ale Americii își mută ambasada de la Tel Aviv la Ierusalim cu ocazia împlinirii a 70 de ani de la fondarea statului Israel. Palestinienii au organizat proteste violente. 58 de palestinieni au fost uciși și peste 2400 au fost răniți de trupele israeliene.
- 18 mai: Un avion Boeing 737 cu 113 persoane la bord s-a prăbușit după decolarea de pe aeroportul din Havana, Cuba. Doar 3 persoane au supraviețuit, din care una a decedat mai târziu din cauza rănilor.[6][7]
- 19 mai: La Capela Sfântul Gheorghe de la Palatul Windsor are loc căsătoria Prințului Harry cu Meghan Markle. Cu câteva ore înainte de ceremonie, Prințul Harry a fost numit Duce de Sussex.[8]
- 20 mai: Nicolás Maduro a fost reales în funcția de președinte al Venezuelei pentru un nou mandat de 6 ani, după ce a obținut 67,7% din voturile alegătorilor. Procesul electoral a fost contestat atât în țară, cât și pe plan extern, iar prezența la vot a fost de 46,1% după ce principalele forțe de opoziție au făcut apel la boicot.[9]
- 25 mai: Regulamentul UE privind protecția generală a datelor (GDPR) intră în vigoare prin impunerea unor controale stricte de confidențialitate pentru cetățenii europeni din întreaga lume.
- 31 mai: SUA anunță că își va extinde tarifele la oțel importat (25%) și aluminiu (10%).

## Decese
- 1 mai: Constantin Olteanu, 90 ani, ofițer, comunist român, (n. 1928)
- 3 mai: Doina Cornea, 88 ani, publicistă și disidentă anticomunistă din România (n. 1929)
- 6 mai: Ion Dodu Bălan, 88 ani, critic literar român (n. 1929)
- 6 mai: Ioan Munteanu, 79 ani, medic obstetrician român (n. 1938)
- 6 mai: Jamal Naji, 63 ani, scriitor iordanian (n. 1954)
- 6 mai: Brad Steiger, 82 ani, autor american de lucrări de ficțiune și de non-ficțiune (n. 1936)
- 7 mai: Maurane, 57 ani, cântăreață și actriță belgiană (n. 1960)
- 11 mai: Gérard Genette, 87 ani, teoretician literar francez (n. 1930)
- 13 mai: Glenn Branca, 69 ani, compozitor american (n. 1948)
- 13 mai: Margot Kidder, 69 ani, actriță americană de etnie canadiană (n. 1948)
- 14 mai: Tom Wolfe (Thomas Kennerly Wolfe Jr.), 88 ani, autor american (n. 1930)
- 15 mai: Cristian Țopescu, 81 ani, comentator sportiv și politician român (n. 1937)
- 16 mai: François Bréda, 62 ani, eseist, poet, critic literar, traducător, dramaturg, membru al Uniunii Scriitorilor din România (n. 1956)
- 16 mai: Lucian Pintilie, 84 ani, regizor de teatru și film, român (n. 1933)
- 17 mai: Nicole Fontaine, 76 ani, om politic francez, membru al Parlamentului European (2004-2009), (n. 1942)
- 19 mai: Vincent McEveety, 88 ani, regizor american de film (n. 1929)
- 22 mai: Cabiria Andreian Cazacu, 90 ani, matematician, profesor universitar, membru de onoare al Academiei Române (n. 1928)
- 22 mai: Alberto Dines, 86 ani, scriitor și jurnalist brazilian (n. 1932)
- 22 mai: Mircea Malița, 91 ani, academician român, diplomat, matematician, profesor universitar și eseist (n. 1927)
- 22 mai: Philip Roth, 85 ani, romancier american de origine evreiască (n. 1933)
- 24 mai: Ileana Constantinescu, 88 ani, interpretă română de muzică populară (n. 1929)
- 25 mai: Hildegard-Carola Puwak, 69 ani, deputat român (n. 1949)
- 26 mai: Alan Bean, 86 ani, astronaut american (Apollo 12, Skylab 3), (n. 1932)
- 27 mai: Gardner Dozois, 70 ani, scriitor și antologator american de SF și editor (n. 1947)
- 28 mai: Giuseppe Brienza, 79 ani, politician italian (n. 1938)
- 28 mai: Serge Dassault, 93 ani, afacerist și politician francez (n. 1925)
- 28 mai: Jens Christian Skou, 99 ani, chimist danez, laureat al Premiului Nobel (1997), (n. 1918)